# Kambu
Il fiume Kambu è un corso d'acqua dell'Angola che fa parte anche del bacino idrografico del fiume Congo.